# شبانکاره (دشتستان)
شَبانکاره، شهری در استان بوشهر و شهرستان دشتستان است.

## موقعیت و جمعیت
شهر شبانکاره در فاصله ۹۵ کیلومتری شمال شرقی بوشهر قرار دارد.
جُرج لوریمر در کتاب راهنمای خلیج فارس، شبانکاره را چنین معرفی می‌کند: «شبانکاره از مغرب به رود شور محدود است که آن را از حیات داوود جدا نموده و از شمال و مشرق به کوهستان خارج از مناطق ساحلی ایران محدود می‌گردد که این کوهسار در این قسمت موسوم به «طویسه» است و از جانب رودخانه حله آن را محدود می‌کند؛ بنابراین طول آن از شمال باختری - جنوب خاوری نزدیک به ۲۰ میل و عرض آن ۱۲۰ میل است.»
این شهر بر اساس سرشماری رسمی سال ۱۳۸۵، تعداد ۶٬۹۷۵ نفر جمعیت داشته است.
ساکنان این بخش از طوایف مختلفی تشکیل شده‌اند از جمله طوایف: محمدی، شبانکاره، اسماعیلی، قلی، خواجه، صالحی، نصرتی، دهدشتی، عسکری، صابری و …(نیازمند تکمیل).

## پیشینه و تاریخچه
شبانکاره از قدیم ده‌کهنه نام داشته و در دوران‌های باستان آن را بخشی از ایالت اَنشان در دولت ایلام دانسته‌اند و پس از آن جزئی از منطقه پارس. بهرام‌آباد که هم‌اکنون محله‌ای از شهر آب‌پخش می‌باشد در عهد باستان تا اواخر ساسانیان شهر بزرگی بوده است که از روستای چهاربرج کنونی تا شهر شبانکاره جدید (دهکهنه قدیم) امتداد داشته و شبانکاره (دهکهنه) بازمانده‌ای از بهرام‌آباد بوده که در یک جنگ ویرانگر نابود شد و بعد از مدتها باقی‌مانده‌ای از شمالیترین نقطه شهر را دهکهنه نامیدند.
حاکم شبانکاره در قدیم اسماعیل خان (درگذشته ۱۳۴۴ ق) بود که منطقه را از سعدالملک اجاره کرده بود. اسماعیل خان آبادی سعدآباد را به افتخار سعدالملک در این منطقه بنا نمود پس از درگذشت اسماعیل خان، فرزندانش محمدعلی خان و لطفعلی خان و پس از آن فرزندان محمد علی خان یعنی ملک منصور خان و اردشیر خان شبانکاره‌ای بر مناطق سعدآباد و شبانکاره حکومت کردند.

## مردم‌شناسی
عمده مردم شهر شبانکاره را قوم لر تشکیل می‌دهند، و در برخی از روستاهای منطقه تعدادی خانواده‌های ایرانیان آفریقایی‌تبار و عرب زندگی می‌کنند، مردم شبانکاره به زبان لری جنوبی صحبت می‌کنند.

## جاذبه‌های گردشگری و تاریخی
قلاسوز در ۶ کیلومتری خاور شبانکاره از آثار دیدنی آن است.
از مکانهای گردشگری و تفریحی شبانکاره می‌توان:، قدمگاه حضرت علی، شیخ اولیاء، درختان ابوجهل، چشمه خانی، چشمه بیدو، منطقه دوگوش، آب‌انبار ملک منصور خان، سد رئیسعلی دلواری شبانکاره و بوستان آزادی را نام برد.